# Chrysometa guttata
Chrysometa guttata är en spindelart som först beskrevs av Eugen von Keyserling 1881.  Chrysometa guttata ingår i släktet Chrysometa och familjen käkspindlar. Inga underarter finns listade i Catalogue of Life.